# Hattori Daiki
Daiki Hattori (sinh ngày 17 tháng 10 năm 1987) là một cầu thủ bóng đá người Nhật Bản.

## Sự nghiệp câu lạc bộ
Daiki Hattori đã từng chơi cho YSCC Yokohama.